# Swamp Buggy (achtbaan)
Swamp Buggy was een stalen achtbaan in Six Flags Astroworld.
De Swamp Buggy werd in 1970 gebouwd door Chance Rides, en is van het model Toboggan. Eind 1972 werd de achtbaan weer afgebroken.

## De rit
Nadat de bezoekers in zijn gestapt wordt een kleine bocht gemaakt. Vervolgens wordt de trein met een lift omhoog getakeld. Nadat het karretje de top heeft bereikt, gaat deze in rondjes rond de lift naar beneden. Beneden wordt vervolgens nog een klein heuveltje te genomen en een scherpe bocht, waarna de trein weer in het station aankomt.